# Chorthippus daixianensis
Chorthippus daixianensis är en insektsart som beskrevs av Zheng, Z., Z. Shi och E.-b. Ma 1996. Chorthippus daixianensis ingår i släktet Chorthippus och familjen gräshoppor. Inga underarter finns listade i Catalogue of Life.